# San José Obrero (Paraguay)
San José Obrero  es un distrito paraguayo del Departamento de Cordillera. Se encuentra aproximadamente a 105 km de Asunción. Fue creado por Ley N.º 1202 el 1 de septiembre de 1986 y sus fundadores fueron la Familia Almada Tursi y el Monseñor Demetrio Aquino, entre otros.

## Historia
En la zona de San José Obrero se encuentra la Estancia Gasory, que fue el lugar donde acampó el mariscal Francisco Solano López con sus tropas, durante la guerra de la Triple Alianza (1865 al 1870) en el tránsito hacía Cerro Corá.

## Geografía
Se encuentra situado al centro del Departamento de Cordillera. El río Yhaguy divide al distrito en dos partes, las que forman playas y lugares especiales para la pesca. Limita al norte con Juan de Mena, separado por el río Manduvirá; al sur con Isla Pucú y Tobatí; al este con Caraguatay; al oeste con Primero de Marzo y Arroyos y Esteros. San José Obrero se encuentra regado por las aguas del Río Yhaguy, y algunos afluentes del río Manduvirá.

## Clima
Toda la región de la Cordillera está climáticamente clasificada como subtropical, subhúmeda, ya que su precipitación anual promedio es de 1540 mm, con una temperatura media de 22 °C, una mínima de 3 °C y una máxima de 40 °C. Los meses de junio y agosto son los de menor lluvia. En general, tiene un clima templado, producto de la conjunción de serranía y vegetación que permite la incursión de frescas corrientes de aire. El clima templado y las precipitaciones regulares hacen del clima de este departamento uno de los más benignos del país, que posibilita además la explotación de importantes centros turísticos.

## Salud
Los indicadores de salud del Departamento Central, demuestran que después de la ciudad de Asunción, capital del Paraguay, la tasa de mortalidad infantil en esta región es la más baja a nivel país. Esto puede explicarse gracias al avance de la cobertura de los servicios básicos, de manera principal el de agua potable, el Departamento de Cordillera es el segundo departamento en provisión de agua potable y el sexto en abastecimiento de energía eléctrica. La tasa de mortalidad infantil es de 31,4 por cada 1000 nacidos vivos. Y la tasa de mortalidad materna es de 1,3 por cada 1000 nacidos vivos.

## Economía
En San José Obrero, los pobladores se dedican a la producción agro-ganadera, destacándose los cultivosde vegetales como el maíz, algodón, mandioca, caña de azúcar, poroto y cítricos. Así mismo, la producción bananera representa un rubro muy importante por la buena calidad.

## Infraestructura
La principal vía de comunicación empalma con la Ruta PY02. La frecuencia de las unidades de transporte es muy escasa, reflejándose en pasajeros de los transportes públicos que viajan apiñados por la poca frecuencia de los medios de transportes que cubren estas zonas. Dichas deficiencias se ven acentuadas por unidades de poca capacidad para albergar pasajeros, y no poseer ningún confort. Si se tiene en cuenta las varias horas que les lleva cubrir el itinerario, por más corto que sea el trayecto, por las horas que necesitan para su recorrido, tendrían que contar con asientos reclinables y servicios mínimos, como baños.

## Cultura
En la zona de San José Obrero se encuentra el Ycuá Cepí, descrito en polkas del acervo nativo que recuerdan las leyendas y aventuras en torno a dicho naciente de agua. La compañía Alfonso Tranque es el lugar de nacimiento del famoso músico e imitador Quemil Yambay.
El distrito de San José Obrero cuenta con nueve escuelas de nivel primario distribuido en varias compañías. Además, cuenta con dos colegios de nivel secundario, el Colegio Nacional "San José Obrero" que se encuentra en la zona urbana de la ciudad, y el Colegio Nacional Alfonso Tranquera, ubicado en la compañía Alfonso Tranquera.